# Paratolna
Paratolna là một chi bướm đêm thuộc họ Noctuidae.